# Ugolotto de Sabbioneta
Ugolotto Gonzague ou Ugolotto de Sabbioneta, né vers 1452, est un noble et militaire italien, fils de Charles Gonzague, seigneur de Luzzara, et de Ringarda Manfredi, fille de Guidantonio Manfredi (it).

## Biographie
Il est fait chevalier par l'empereur Frédéric III à Ferrare en 1469 et, à la mort de son père Charles, devient seigneur de Luzzara, Sabbioneta, Bozzolo, San Martino dall'Argine, Gazzuolo, Viadana, Suzzara, Gonzaga, Reggiolo, Isola Dovarese et Rivarolo.
Il meurt sans héritiers et ses biens passent au frère aîné de son père Charles, Louis III Gonzague, marquis de Mantoue, qui les redistribue à son tour à ses fils. Le fief de Luzzara est attribué à Rodolphe Gonzague, qui devient de facto le fondateur de la branche cadette des marquis de Luzzara.